# 皇甫徽
皇甫 徽（こうほ き、生没年不詳）は、中国の南北朝時代の人物。字は子玄。本貫は安定郡朝那県。

## 経歴
南朝斉の秦梁二州刺史の皇甫澄の子として生まれた。梁に仕えて諸王の参軍を経て、安定郡太守・略陽郡太守となった。北魏の正始2年（505年）、妻の父（妻の叔父とも）の夏侯道遷に従って北魏に帰順した。夏侯道遷は勲功を上書して、皇甫徽を元謀としようとしたが、皇甫徽は「はかりごとに関与していないのに、賞与を貪っては内心に恥じることとなります」と言って断った。梁州刺史の羊祉にそのまじめさを買われて、征虜府司馬に推挙された。

## 子女
- 皇甫和
- 皇甫亮（字は君翼）

## 伝記資料
- 『魏書』巻71 列伝第59
- 『北斉書』巻35 列伝第27
- 『北史』巻38 列伝第26